# هیترون
هیترون (انگلیسی: Hitron) شرکت مخابرات تایوانی است، که در سال ۱۹۸۶ تأسیس شد.